# Xi Pavonis
Xi Pavonis (26 Pavonis) é uma estrela na direção da constelação de Pavo. Possui uma ascensão reta de 18h 23m 13.62s e uma declinação de −61° 29′ 38.1″. Sua magnitude aparente é igual a 4.35. Considerando sua distância de 420 anos-luz em relação à Terra, sua magnitude absoluta é igual a −1.71. Pertence à classe espectral M1III SB.